# Stefan Höhener
Stefan Höhener (Gais, 13 giugno 1980) è un ex slittinista svizzero.

## Biografia
Iniziò a gareggiare per la nazionale svizzera nelle varie categorie giovanili senza però ottenere risultati di prestigio.
A livello assoluto esordì in Coppa del Mondo nella stagione 1998/99, conquistò il primo podio il 2 dicembre 2006 nel singolo a Park City (3°) ed in classifica generale si classificò al quinto posto nel 2006/07 sempre nella specialità del singolo. Il terzo posto ottenuto nella tappa americana, poi bissato in altre due occasioni, sono stati gli unici piazzamenti a podio mai conseguiti da atleti svizzeri in Coppa del Mondo fino alla stagione 2013/14, quando il connazionale Gregory Carigiet arrivò terzo nella gara di Schönau am Königssee.
Prese parte a tre edizioni dei Giochi olimpici invernali, esclusivamente nel singolo: a Salt Lake City 2002 concluse al tredicesimo posto, a Torino 2006 si piazzò in quindicesima posizione ed a Vancouver 2010, in quella che fu la sua ultima gara a livello internazionale, giunse trentaduesimo.
Ai campionati mondiali conseguì, quale miglior risultato, il quinto posto ad Igls 2007.

## Palmarès

### Coppa del Mondo
- Miglior piazzamento in classifica generale nel singolo: 5° nel 2006/07.
- 3 podi (tutti nel singolo):
  - 3 terzi posti.